# Ceramica protocorinzia

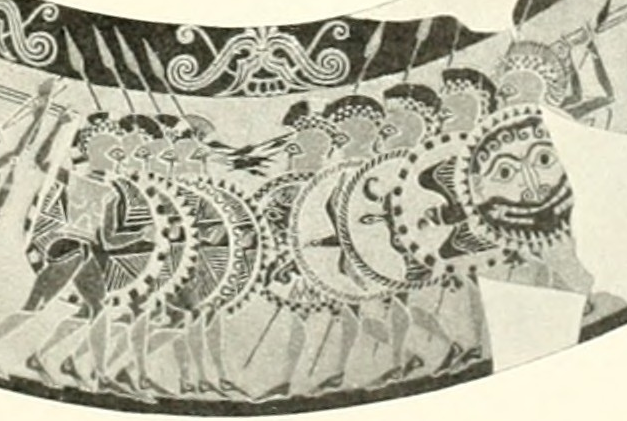
Particolare tratto dalla riproduzione del fregio con opliti sul ventre dell'Olpe Chigi

La ceramica protocorinzia è una classe di vasi corinzi di stile prevalentemente orientalizzante la cui produzione è compresa tra il 725 a.C. e il 625 a.C. circa, denominata protocorinzia per distinguerla dalle successive serie chiamate corinzie. La localizzazione di questa classe ceramica è stata argomento ampiamente discusso sinché non fu stabilita saldamente a Corinto da Humfry Payne. La sua cronologia è alla base della datazione di tutto l'orientalizzante greco.  È stata esportata in tutto il mondo antico e frequentemente imitata: Grecia, Asia Minore, Africa settentrionale, nelle colonie occidentali e presso le popolazioni native della Sicilia e dell'Italia meridionale.

## Storia degli studi
La scoperta della ceramica protocorinzia è opera di Adolf Furtwängler che nel 1879 ne ha dato le prime definizioni senza ancora assegnarle questo nome, impiegato per la prima volta due anni più tardi da G. Löschke e adottato in seguito anche da Furtwängler. Una prima cronologia venne posta nel 1918 da Knud Friis Johansen, basandosi sull'evoluzione della forma e della decorazione degli ariballoi, in un lavoro che ebbe maggiore risonanza a partire dalla seconda edizione tradotta del 1923. Gli ampliamenti successivi, dovuti a nuovi ritrovamenti e agli studi del Payne condussero alla cronologia relativa generalmente seguita. Maggiori precisazioni riguardanti la fase antica e il momento di passaggio dal periodo geometrico al protocorinzio sono giunte in seguito alla pubblicazione del lavoro di Coldstream sul geometrico corinzio. Resta invece discussa la cronologia assoluta, basata sulle date di fondazione delle colonie greche in Italia (Siracusa e Selinunte), ottenute tramite fonti letterarie discordanti; a questo riguardo prevale tra gli studiosi la tendenza a basarsi sulla datazione fornita da Tucidide (VI, 3-5).

## Origini e cronologia

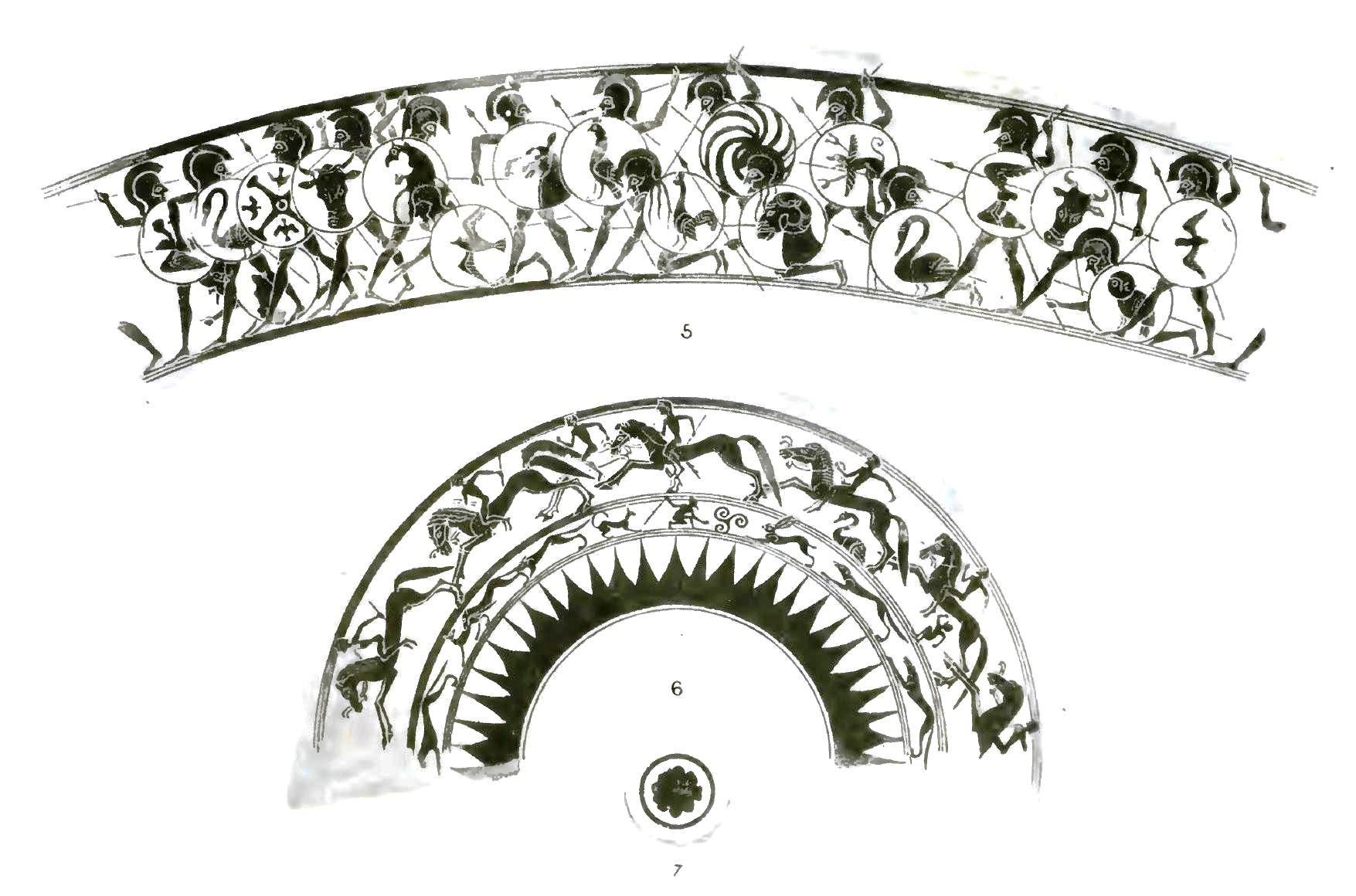
Disegno riproduttivo dei fregi figurati sull'ariballo MacMillan. Londra, British Museum 1889,0418.1.

Nella decorazione vascolare greca le prime figure erano apparse all'inizio dell'VIII secolo a.C. e verso il 750 a.C. cominciarono ad apparire inserite in scene più complesse; ma l'interesse dei ceramografi nel periodo geometrico andava all'aspetto narrativo più che alla definizione formale della figura umana. Durante il tardo geometrico beni e artigiani di altri paesi cominciarono ad affluire in Grecia portando un nuovo repertorio di forme che le fabbriche di Corinto assorbirono prontamente, e che modificarono in modo determinante gli schemi ornamentali della ceramica geometrica. Bronzi e avori orientali recavano incisi o lavorati a sbalzo motivi floreali e animali più complessi e ricchi di particolari rispetto alle silhouette stilizzate diffuse in ambito greco. La complessità dei nuovi motivi portò i ceramografi corinzi a elaborare la tecnica a silhouette fino alla creazione di una nuova tecnica che viene chiamata ceramica a figure nere e che si trova originariamente sui vasi del medio protocorinzio.
Le forme tipiche del protocorinzio, derivate dal geometrico, sono l'oinochoe, l'olpe, la pyxis e altre forme vascolari di piccole dimensioni come il kotyle (o skyphos) nella forma che acquisisce in questi anni a Corinto, profonda e con pareti sottili. L'ariballo è una delle forme più diffuse e non ha precedenti, ma compare a partire dal protocorinzio antico.
L'evoluzione della forma dell'ariballo da globulare a ovoidale a piriforme è stata elemento utile per la cronologia relativa della classe: la forma detta globulare si trova a cavallo tra il protocorinzio geometrico e il protocorinzio antico, mentre la forma ovoidale si trova a partire dall'inizio di quest'ultimo (725-690 a.C. circa). Per quanto riguarda la decorazione è stata osservata una evoluzione che dallo stile subgeometrico e sperimentale del primo protocorinzio passa nel medio (690-650 a.C. circa) ad un disegno maggiormente disciplinato dall'uso delle figure nere, fino ad una produzione in cui la figura umana si affina, in alcuni casi si colora, e il campo si libera dalla sovrabbondanza di ornamentazione; a quest'ultima fase detta protocorinzio recente (650-640 a.C.) appartiene una mezza dozzina di piccoli vasi con fregi animali e scene figurate, tra i quali alcuni ariballoi con protome plastica e l'olpe Chigi, che sono incontestabili capolavori. Queste opere sono caratterizzate da una eccezionale perfezione nel disegno e da una elevata capacità tecnica nell'uso delle figure nere, nell'espressione del movimento, nella composizione e nel raggruppamento dei personaggi. La sovrapposizione delle figure, tipica del tardo protocorinzio, non ha eguali al suo tempo e in tutta l'arte arcaica, oltre alle metope del Tesoro dei Sicioni a Delfi (570-560 a.C.). Lo stile dedalico delle figure e il livello di evoluzione della forma dei vasi hanno contribuito alla datazione di questi vasi ad un periodo antecedente al formarsi dello stile corinzio.

## Tecnica e stile
L'idea dell'incisione in ceramica proveniva probabilmente dalla tecnica orientale dell'incisione su metallo. L'incisione si prestava alle linee sottili richieste dalle figure in miniatura comuni nel protocorinzio, una linea incisa doveva essere tracciata lentamente e con cura, inoltre la silhouette e l'incisione allontanavano la tendenza al trattamento illusionistico del soggetto. La tecnica a contorno, abbandonata per il disegno delle figure, restava in uso negli elementi decorativi secondari. La migliore ceramica protocorinzia si esprime in uno stile miniaturista, la decorazione si svolge in fasce ripetute intorno al vaso, le figure sono prevalentemente animali, reali o fantastici di origine orientale, che si inseguono o sono posti uno di fronte all'altro in posa araldica; la decorazione fitomorfa è secondaria o di riempimento. Verso la metà del VII secolo a.C. vengono introdotti gli episodi eroici e le rappresentazioni orientali di battaglie vengono reinterpretate come appartenenti al mito greco. La ceramica protocorinzia si arricchirà anche di motivi plastici e sarà la prima ceramica greca di larga esportazione.
La maggior parte dei vasi protocorinzi, sempre privi di ingubbio, sono costituiti da una terra molto chiara di colore giallo pallido, ma alcuni presentano la stessa argilla verdastra della ceramica corinzia e ciò che distingue le due produzioni è piuttosto la maggiore finezza del lavoro protocorinzio.

## Protocorinzio antico
La suddivisione sulla superficie dei vasi avviene tramite gruppi di linee sottili; queste ultime riempiono la zona presso il piede del vaso, altrimenti decorato da una fascia di raggi. La decorazione orientalizzante si concentra sulla spalla; compare il fregio animalistico con un repertorio ancora ristretto.

## Protocorinzio medio

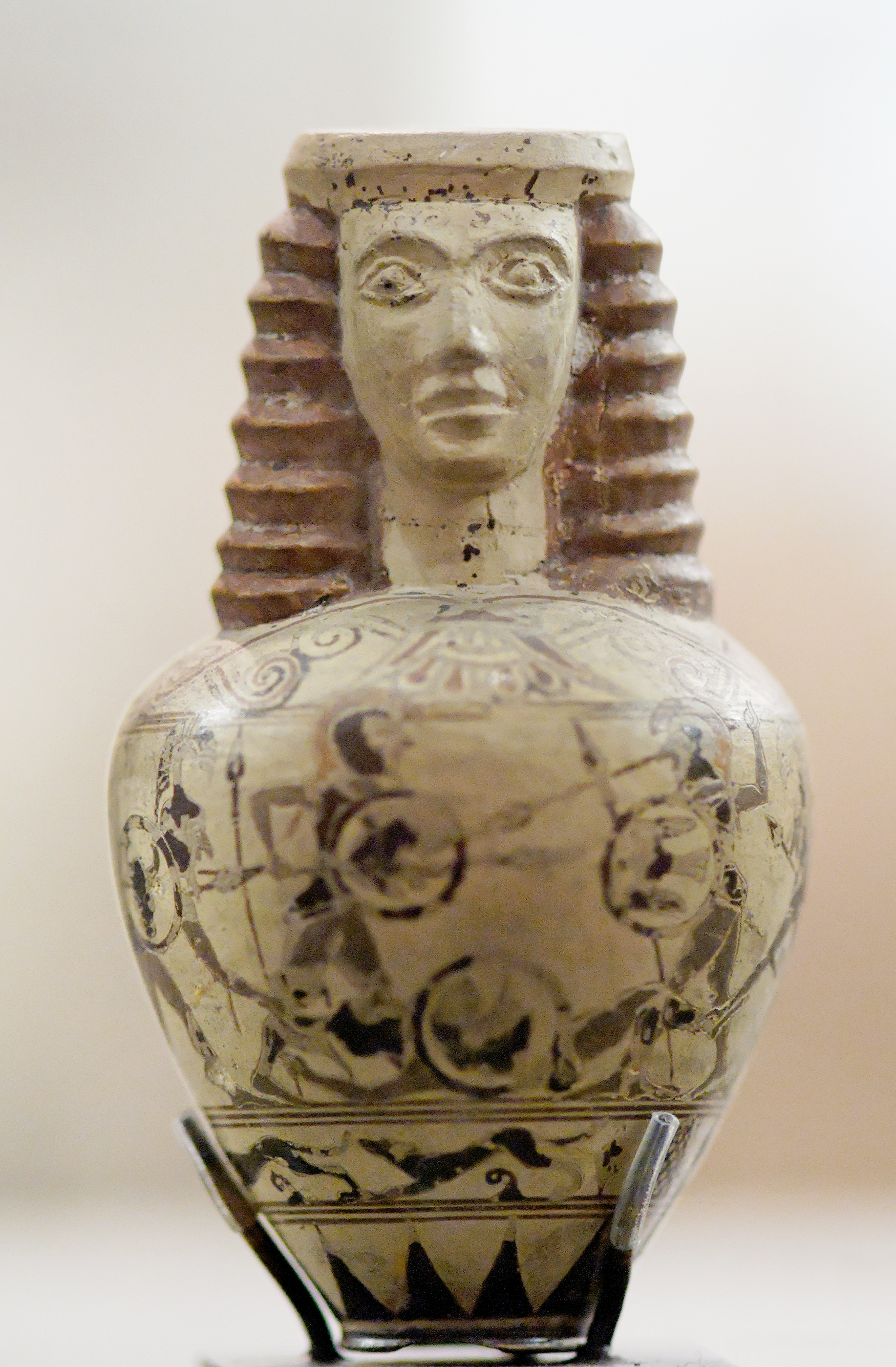
Ariballo a protome plastica. Parigi, Museo del Louvre CA931.

Compaiono le figure nere e le iscrizioni sui vasi. Sui fregi animalistici, che iniziano ad assumere forma standardizzata, si diffondono gli animali fantastici. Tra le pochissime scene a soggetto mitologico del medio protocorinzio si distingue un gruppo di ariballoi attribuiti ad una stessa mano, quella del Pittore di Aiace; tra di essi vi è l'ariballo del Museum of Fine Arts di Boston (675 a.C. Circa). La decorazione minuta intorno all'imboccatura presenta linguette, ganci a spirale, e raggi corti che puntano verso l'esterno; sul manico si trova un complicato intreccio triplo. Sulla spalla vi è il fregio animalistico a figure nere con sovradipinture in rosso. La scena sul corpo del vaso è una lotta tra un personaggio, che potrebbe essere Zeus o Eracle, e un Gigante rappresentato come un essere per metà uomo e per metà cavallo. Tra il gigante e una terza figura armata che sta correndo in direzione opposta rispetto alla scena principale, e la cui identità non è stata ancora chiarita, si trova un oggetto che è stato letto come un calderone visto dall'alto, sul proprio piedistallo, e che potrebbe indicare la sacralità del luogo in cui si svolge la scena. Le figure sono disegnate in pose audaci e vigorose, con forme tonde e sproporzionate, particolarità formali che appartengono ad una fase alta del medio protocorinzio. I dettagli sono scarsi e indicati tramite incisione, il rosso è aggiunto per il solo valore decorativo. Volatili e ornamenti vari sono sparsi sul campo, e alla base si trova la fascia con i triangoli a raggiera.
Datato al secondo quarto del VII secolo a.C., un periodo di avanzamenti nella tecnica ceramografica protocorinzia, è lo skyphos frammentario conservato al Museo archeologico di Egina (n. inv. 1376) con la scena della lotta tra Bellerofonte e la Chimera, dalla quale deriva il nome del ceramografo a cui la coppa è stata attribuita, il Pittore di Bellerofonte; i frammenti rivelano contorni nitidi, incisioni precise e accurate, oltre ad uno stile particolarmente sobrio, con la scena che si svolge in un campo quasi vuoto, con le figure circoscritte entro linee conchiuse e composte, quale si nota anche in realizzazioni scultoree corinzie o nelle stesse forme zoomorfe di certi successivi ariballoi plastici.
Simile nel tracciato ampio della linea e nella tensione della forma, ma più vicino all'orientalizzante animal style è il kotyle del British Museum (n. inv. 1860,0404.18, 670-650 a.C. circa) che fa parte di una serie recante lo stesso soggetto e probabilmente opera di uno stesso autore convenzionalmente chiamato Pittore dei cani (Hound Painter). Questo artista come il precedente mostra una sapienza quieta e quasi classica nella stilizzazione delle figure e nella disposizione equilibrata dei rari ornamenti. La gola del cane è stata evidenziata in rosso e la collottola in giallo, ma lo stile dipende dalla chiarezza e dall'eleganza della linea, mentre il colore aggiunto ha solo funzione decorativa. L'introduzione del giallo tra i colori usati per la sovradipintura è seguita dall'utilizzo del giallo e bel bruno stesi direttamente sull'argilla che andranno a formare, insieme agli altri colori già impiegati come il rosso, il porpora e il bianco, la tecnica detta "policroma".

## Protocorinzio recente

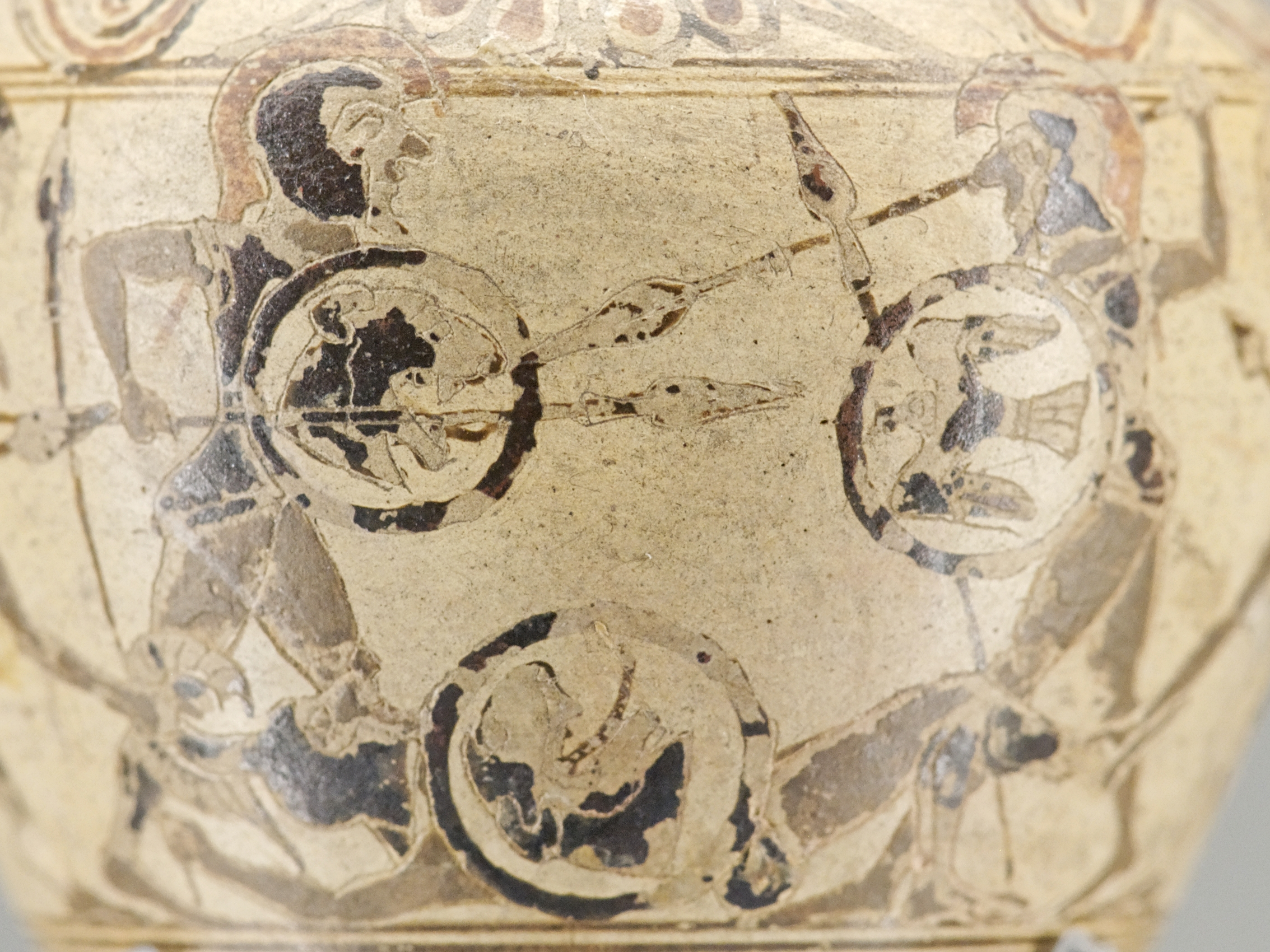
Ariballo a protome plastica (dettaglio). Parigi, Museo del Louvre CA931

All'inizio della seconda metà del VII secolo a.C. viene datato l'ariballo ovoidale MacMillan del British Museum, noto per la sua protome plastica leonina e decorato con la tecnica policroma. Presenta fiori di loto e palmette sulla spalla; sul corpo, al di sotto della scena principale, tre fasce con una corsa di cavalli, una caccia alla lepre e raggi. Sul fregio principale una battaglia tra diciotto opliti disegnati come figure sottili, allungate e agili le quali mostrano i progressi compiuti dai ceramografi protocorinzi dai tempi dell'ariballo di Boston del Pittore di Aiace. La composizione mantiene le figure, se non proprio su un unico piano, in un registro superficiale. La policromia è usata insieme ai dettagli incisi della tecnica a figure nere. Qui il laborioso arrangiamento degli scudi e degli elmetti lascia poco spazio all'esposizione della carne, ma in altri vasi come l'Olpe Chigi (640 a.C.), leggermente più tarda, l'area della pelle umana dipinta in marrone chiaro ha maggiore campo donando vivacità all'intero vaso. La sperimentazione policroma fu di breve durata ed ebbe origine probabilmente in relazione alla grande pittura, della quale abbiamo un esempio corinzio, posteriore di 15 o 20 anni, nelle metope in terracotta dipinta del Tempio di Apollo a Thermo in Etolia.

## Protocorinzio di transizione
Dopo l'Olpe Chigi si verifica quello che Humfry Payne ha definito "periodo di transizione" (640-625 a.C. circa) al quale segue il passaggio allo stile corinzio (625-550 a.C.) con il ritorno alla prevalenza del fregio continuo di animali a figure nere. Nei venticinque anni che seguono la metà del VII secolo a.C. si diffonde la tecnica policroma su fondo nero, con decorazione incisa o sovradipinta. Gli animali si ingrandiscono e si allungano, un cambiamento che permette di coprire vaste aree di superficie con maggiore facilità e velocità. Le posture si fanno più rigide, vengono introdotte nuove specie, più vistose o più facili da disegnare, come la pantera che tende a sostituire il leone, i gruppi di animali (ad esempio il toro tra il leone e la pantera) divengono stereotipati, l'ornamento di riempimento diviene, per la sua densità, importante quanto le figure.